# 吉野村 (高知県)
吉野村（よしのむら）は高知県の北部、長岡郡に属していた村。

## 歴史
- 1889年（明治22年）4月1日 - 町村制施行により、汗見村、寺家村、井尻村、下川村、上津川村、坂本村、立野村、屋所村、瓜生野村、七戸村、沢ヶ内村、大淵村、古味村が合併し吉野村が成立する。
- 1955年（昭和30年）4月20日 - 本山町と合併し本山町となる。
- 1961年（昭和36年）4月1日 - 大渕、古味、井尻、下川、上津川地区を土佐村（現土佐町）に編入